# Liste der Stolpersteine in Maassluis

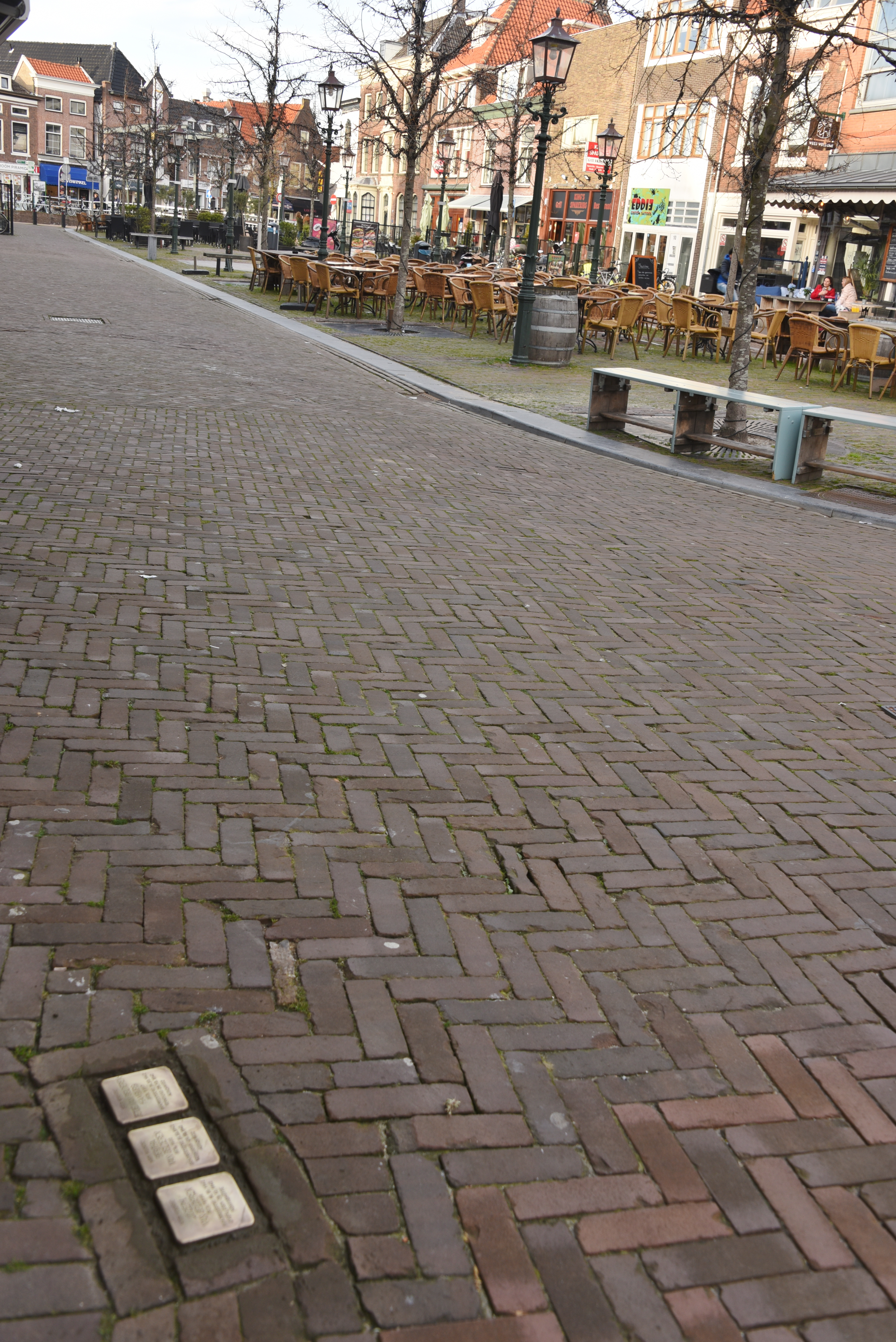
Stolpersteine in Maassluis

Die Liste der Stolpersteine in Maassluis umfasst die Stolpersteine, die vom deutschen Künstler Gunter Demnig in Maassluis verlegt wurden, einer Gemeinde in der niederländischen Provinz Zuid-Holland. Stolpersteine sind Opfern des Nationalsozialismus gewidmet, all jenen, die vom NS-Regime drangsaliert, deportiert, ermordet, in die Emigration oder in den Suizid getrieben wurden. Demnig verlegt für jedes Opfer einen eigenen Stein, im Regelfall vor dem letzten selbst gewählten Wohnsitz.
Die ersten, bislang einzigen Verlegungen in der Gemeinde Maassluis fanden am 31. Oktober 2014 statt.

## Verlegte Stolpersteine
In Maassluis wurden bislang fünf Stolpersteine an zwei Adressen verlegt.
| Stolperstein | Übersetzung                                                                                          | Verlegort     | Name, Leben                            |
| ------------ | --- | ------------- | -------------------------------------- |
|              | HIER WOHNTE ABRAHAM COLTOF GEB. 1886 VERHAFTET 18.10.1942 ERMORDET 26.10.1942 AUSCHWITZ              | Noordvliet 69 | Abraham Coltof (1886–1942)             |
|              | HIER WOHNTE ROSA COLTOF-KAN GEB. 1886 VERHAFTET 18.10.1942 ERMORDET 26.10.1942 AUSCHWITZ             | Noordvliet 69 | Rosa Coltof-Kan (1886–1942)            |
|              | HIER WOHNTE BERTHA VAN GELDEREN GEB. 1922 VERHAFTET 18.10.1942 ERMORDET 26.10.1942 AUSCHWITZ         | Markt 1       | Bertha van Gelderen (1922–1942)        |
|              | HIER WOHNTE JOZEPH VAN GELDEREN GEB. 1888 VERHAFTET 18.10.1942 GESTORBEN 29.12.1942 KÖNIGSHÜTTE      | Markt 1       | Jozeph van Gelderen (1888–1942)        |
|              | HIER WOHNTE JETJE VAN GELDEREN- HAMBURG GEB. 1887 VERHAFTET 18.10.1942 ERMORDET 26.10.1942 AUSCHWITZ | Markt 1       | Jetje van Gelderen-Hamburg (1887–1942) |

## Verlegedatum
- 31. Oktober 2014